# Демченко, Светлана
Светлана Демченко (англ. Svitlana Demchenko; род. 4 октября 2003) — канадская шахматистка, международный мастер среди женщин (2019).

## Биография
В 2016 году Светлана Демченко заняла первое место в Молодёжном чемпионате Северной Америки по шахматам в категории девушек до 16 лет.
Светлана Демченко представляла Канаду в шахматных олимпиадах среди женщин:
- в 2018 году показала результат 5,5 из 9 на четвёртой доске[3].

В июле 2021 года Светлана Демченко приняла участие в Кубке мира по шахматам среди женщин в Сочи, где в 1-м туре проиграла польской шахматистке Карине Цыфке со счётом 2,5:3,5.
За успехи в турнирах ФИДЕ присвоила Светлане Демченко звание международного мастера среди женщин (WIM) в 2019 году.

## Изменения рейтинга
| Графики недоступны из-за технических проблем. См. информацию на Фабрикаторе и на mediawiki.org. |